# Ève Périsset
Ève Josette Noelle Périsset (Saint-Priest, 24 dicembre 1994) è una calciatrice francese, difensore dello Strasburgo e della nazionale francese.

## Carriera

### Nazionale
Perisset inizia ad essere convocata dalla federazione calcistica della Francia (FFF) dal 2007, inizialmente per indossare la maglia della formazione under 16 impegnata nella Nordic Cup, dove scende in campo in tutti i quattro incontri disputati dalla sua nazionale, per passare quella stessa estate alla under 17, con la debutta nella doppia amichevole con il Giappone per poi disputare, chiamata dal tecnico Francisco 'Paco' Rubio, le qualificazioni all'europeo 2010 di categoria, dove la Francia non riesce ad accedere alla fase finale.
Saltato il passaggio alla under 19, il selezionatore Gilles Eyquem la chiama direttamente nella formazione under 20, facendola debuttare come titolare nell'amichevole del 10 giugno 2014 persa 1-0 con gli Stati Uniti per poi inserirla nella rosa che partecipa al mondiale di Canada 2014. Eyquem la impiega in due dei tre incontri della fase a gironi e poi in tutti gli altri incontri fino alla Finale per il terzo posto che la Francia vince battendo per 3-2 le avversarie della Corea del Nord.
Dopo una parentesi nella nazionale B, debuttando all'Istria Cup 2015, il 16 settembre di quello stesso anno fa il suo esordio con la maglia della nazionale maggiore, chiamata dal Commissario tecnico Olivier Echouafni nell'amichevole pareggiata 1-1 con il Brasile. In seguito è stata convocata in occasione della SheBelieves Cup 2017, dove gioca tutte le tre partite della competizione, dove la Francia ottiene la sua prima vittoria al torneo, e gioca due incontri della fase a gironi dell'Europeo dei Paesi Bassi 2017, dove la sua nazionale viene eliminata ai quarti di finale dall'Inghilterra.
Corinne Diacre, che rileva l'incarico di CT della nazionale da fine agosto 2017, continua a convocare Périsset nelle amichevoli in preparazione al Mondiale di Francia 2019, chiamandola inoltre per la SheBelieves Cup 2018. Diacre decide in seguito di inserirla nella lista delle 23 giocatrici convocate per il Mondiale casalingo annunciata dalla federazione francese il 2 maggio 2019.

## Palmarès

### Club

#### Trofei nazionali
- Campionato francese: 4

Olympique Lione: 2012-2013, 2013-2014, 2014-2015, 2015-2016
- Coppa di Francia: 5

Olympique Lione: 2012-2013, 2013-2014, 2014-2015, 2015-2016
Paris Saint-Germain: 2017-2018
- Women's FA Cup: 1

Chelsea: 2022-2023

#### Trofei internazionali
- UEFA Women's Champions League: 1

Olympique Lione: 2015-2016

### Nazionale
- SheBelieves Cup: 1

2017